# (2309) Mr. Spock
(2309) Mr. Spock – planetoida z pasa głównego asteroid okrążająca Słońce w ciągu 5,24 lat w średniej odległości 3,02 au. Została odkryta 16 sierpnia 1971 roku w Obserwatorium El Leoncito w Argentynie przez Jamesa Gibsona.
Nazwa planetoidy pochodzi od kota odkrywcy. Swoje imię zawdzięczał on postaci Spocka, bohatera serii filmów Star Trek, gdyż jak twierdził odkrywca, jego kot był podobnie jak Spock „opanowany, logiczny, inteligentny i miał spiczaste uszy”.